# Балка Пандаклійська
Балка Пандаклійська — балка (річка) в Україні у Болградському районі Одеської області. Ліва притока річки Великого Катлабугу (басейн Дунаю).

## Опис
Довжина балки приблизно 11,65 км, найкоротша відстань між витоком і гирлом — 10,05 км, коефіцієнт звивистості річки — 1,16. Формується декількома балками та загатами. На деяких ділянках балка пересихає.

## Розташування
Бере початок на південно-східній стороні від села Городнє. Спочатку тече на південний схід, далі тече на південний захід через село Оріхівку (колишнє Велика Колонія Пандаклія) і впадає в річку Великий Катлабуг, що впадає у озеро Катлабуг.

## Цікаві факти
- На балці існують водокачки та газові свердловини[1].
- У селі Оріхівка балку перетинає автошлях Т 1608[3] (автомобільний шлях територіального значення в Одеській області. Проходить територією Болградського району через Болград — Кубей — Арциз. Загальна довжина — 80,1 км.).